# カンダハール州

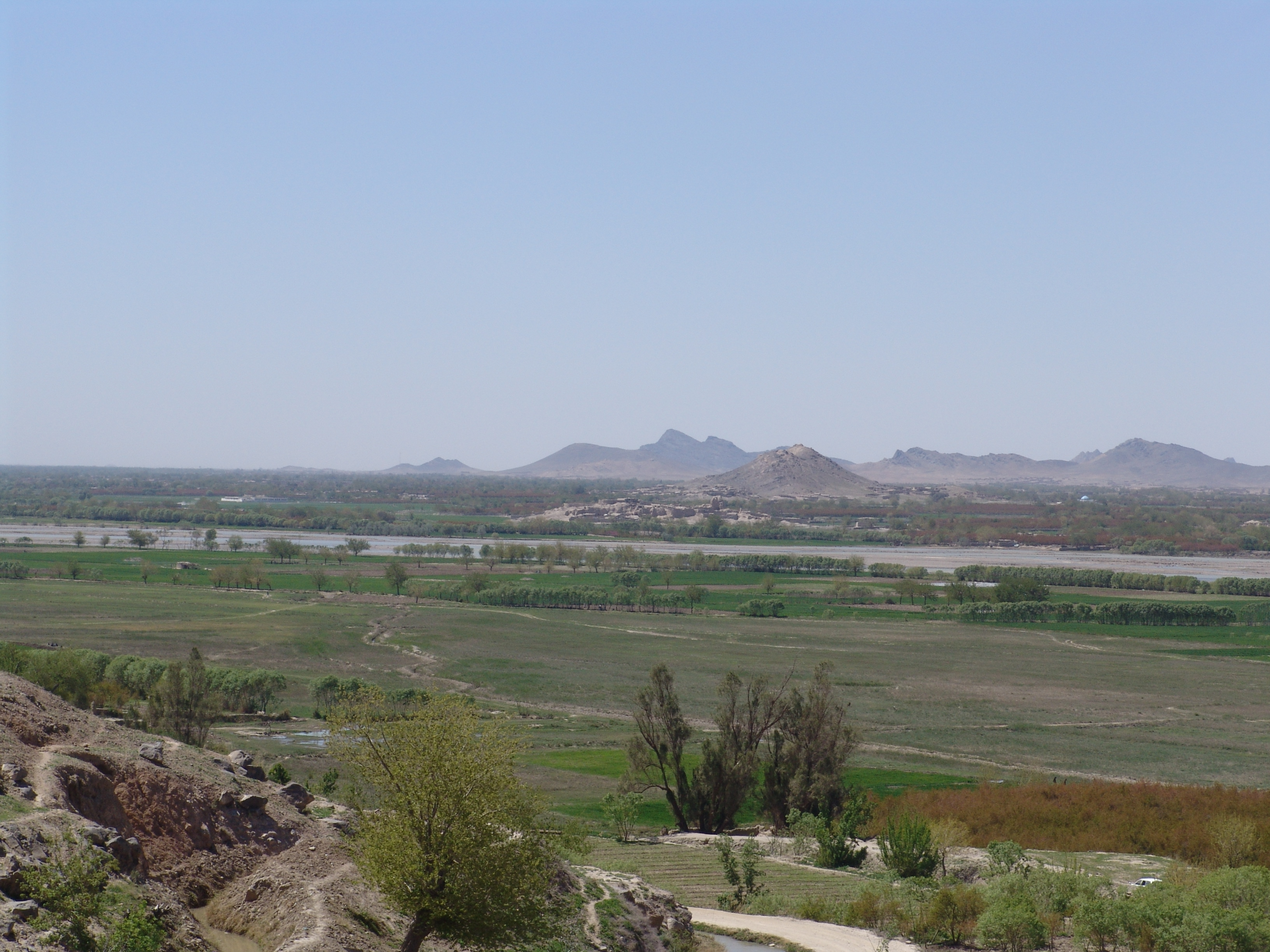
アルガンダーブ川の流域

カンダハール州（カンダハールしゅう、Kandahār パシュトー語: قندھار）は、アフガニスタン南部の州である。州都はカンダハール。カンダハール州の面積は約5万4845平方キロメートル（34州中3位）、州の総人口は115万1100人（34州中6位）、人口密度は21人/平方キロ（34州中26位）。

## 地理

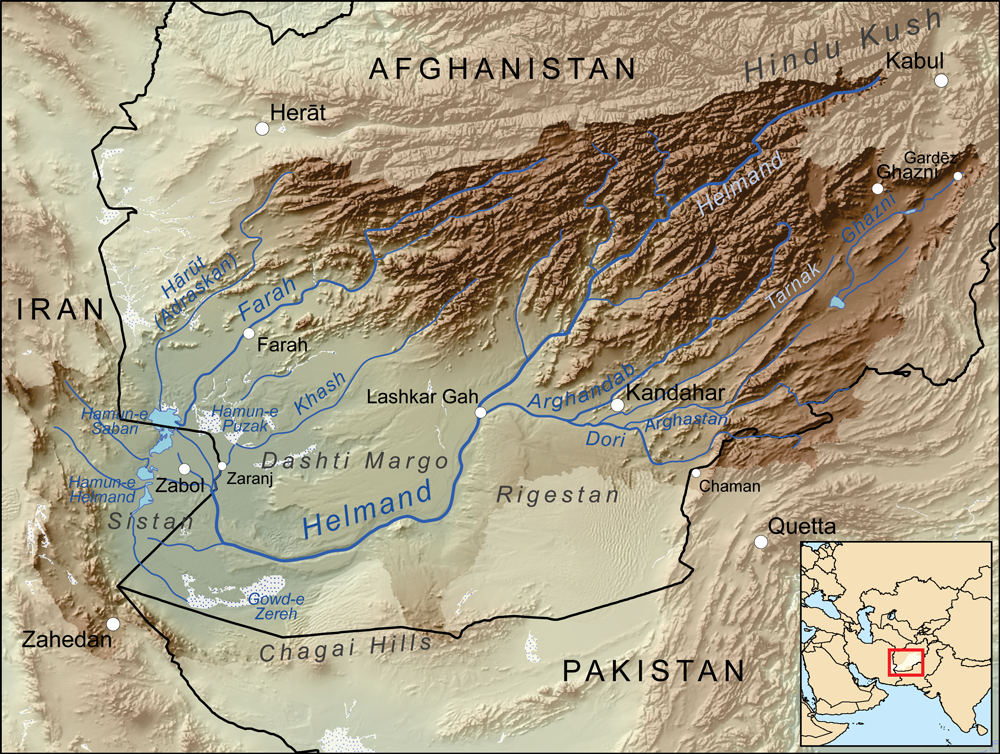
アフガニスタン南部の河川

日本の関東地方の1.5倍ほどの面積の州である。州の北部はヒンドゥークシュ山脈、中南部にはレギスタン砂漠がある。山脈と砂漠の間にはアルガンダーブ川やタルナク川、ドリ川やアルギスタン川が流れており、州都カンダハールの辺りに集まっている。州の8割は平地である。
- カンダハール市の通りの様子
- アフマド・シャー・ドゥッラーニーの霊廟
- アルガンダーブ郡
- アルガンダーブ川

## 歴史

### 冷戦終了後

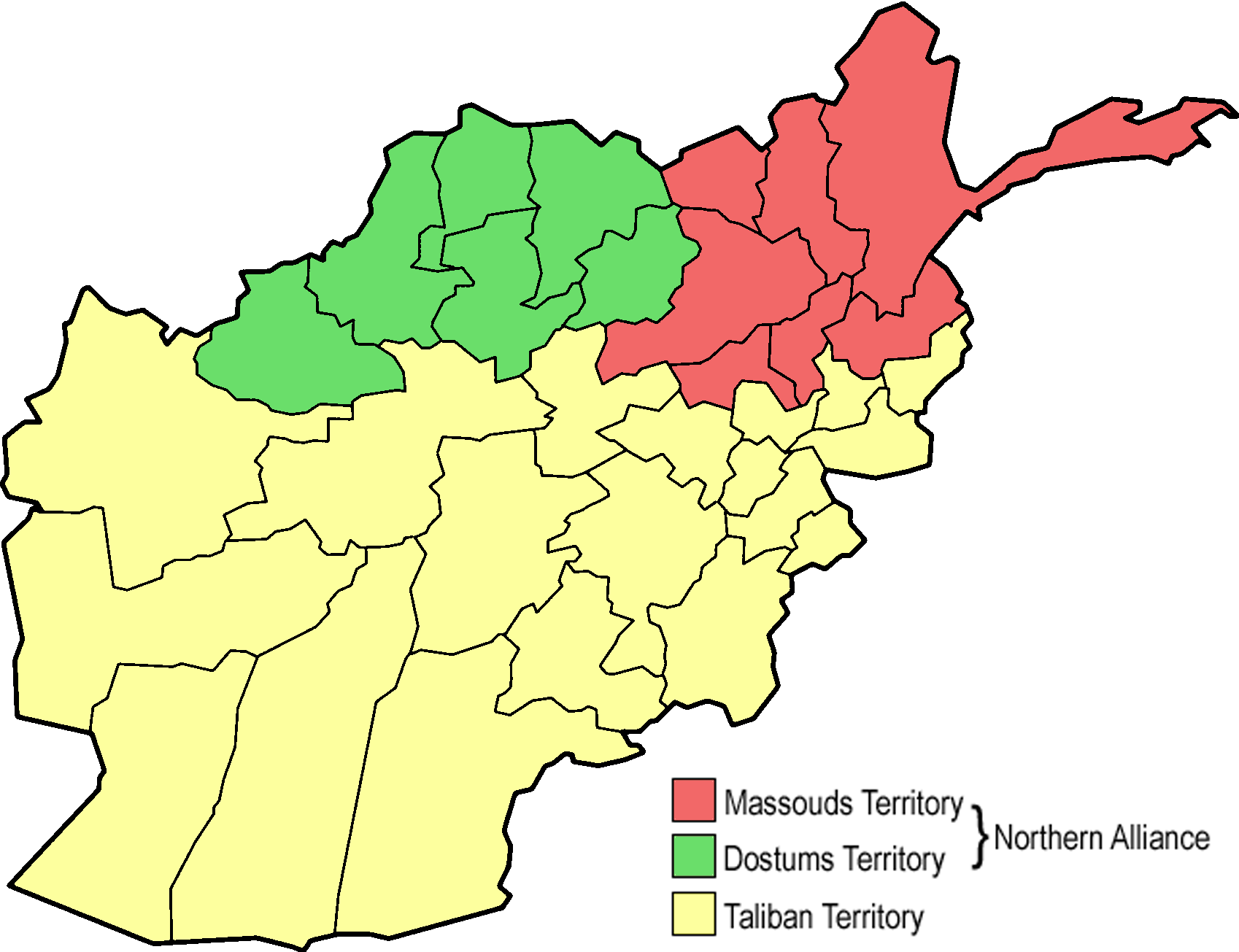
1997年のアフガニスタンの状況。赤がマスード派、緑がドスタム派、黄がターリバーン

1992年、ムハンマド・ナジーブッラーが率いるカーブルの共産党政権を倒したムジャーヒディーンはカーブルに数ヶ月限定の暫定政権を作り、イスラム協会のブルハーヌッディーン・ラッバーニーが大統領に就任した。しかし年末に任期を過ぎても辞職しなかった為、イスラム協会の主力部隊であるマスード軍をイスラム党のグルブッディーン・ヘクマティヤールなどが攻撃し、内戦が始まった。1994年、カンダハール州に新勢力のターリバーンが突如現れ、カーブルに向かって進撃し、ヘクマティヤール軍を敗走させた。この時はターリバーンは撃退されたが、後年ムジャーヒディーンを北に敗走させ、カーブルを含むアフガニスタン東部や南部を手中に収めた。

### アメリカ同時多発テロ事件以降
2001年9月、アメリカ同時多発テロ事件が起き、10月にはアメリカ合衆国がアフガニスタンに侵攻し、有志連合や北部同盟と共に戦闘を開始した。カンダハール州ではライノー作戦（10月）が実施され、カンダハールの戦い（11月）やSayyd Alma Kalayの戦い（12月）、Shawali Kowtの戦い（12月）が起きた。12月、ターリバーンはカンダハール州・ヘルマンド州・ザーブル州をナキーブッラーやグル・アーガーなどに譲り渡して姿を消したが、その後反撃を開始した。連合軍も対抗し、2003年にValiant Strike作戦を実施した。

### 第一回大統領選挙後
2004年10月、第一回の大統領選挙が実施され、カンダハール州ではハーミド・カルザイ（約91％）が最多得票を得た。しかしグル・アーガー・シェールザイ知事やカルザイ大統領の異母弟のアフマド・ワリー・カルザイ議長などの汚職は深刻であり、麻薬取引の疑惑も取りざたされ、ターリバーンが勢力を拡大する隙を作っていた。その後、治安維持は国際治安支援部隊（ISAF）が行うことになり、第三段階として2006年7月からアフガニスタン南部で活動を開始し、カンダハールに司令部を置いた。ターリバーンはパキスタン政府から武器の補給を受けて、アルガンダーブ川などの灌漑地域に陣地を構築し、迫撃砲などを用いた塹壕戦を展開した。カナダ軍はマウンテン・スラスト作戦（5月）やカイカ作戦（6月）、Panjwaiiの戦い（7月）や9月のメデューサ作戦（9月）、ファルコン・サミット作戦（12月）によりターリバーンを撃退した。しかしターリバーンは自爆攻撃や住民に対する脅迫や暗殺などにより勢力を拡大した。カンダハール州の治安は悪化し、州内の全ての学校が閉鎖された。2007年、戦争は激しさを増し、自爆テロや無差別爆撃によってISAFや民間人に多数の犠牲者が出た。カンダハール州ではフーバー作戦（5月）やカミン作戦（5月）が実施された。2008年にはGarmsirの戦い（4月）やArghandabの戦い（6月）やSarposa刑務所の襲撃（6月）、Wech Baghtu 結婚式誤爆事件（11月）が起きた。

### 第二回大統領選挙後
2009年8月、第二回の大統領選挙が実施され、カンダハール州ではハーミド・カルザイ大統領が最多得票（約74％）を得た。2010年、第二回の下院選挙と州議会選挙が行われたが戦争は更に激しくなり、ISAFや民間人の死傷者が急増した。カンダハール州ではShah Wali Kot 攻勢（6月）やバーワー作戦（12月）を実施したが、2011年にはカンダハールの戦い（5月）が起きた。

### 第三回大統領選挙後
2014年4月、第三回の大統領選挙が実施され、ザルマイ・ラスール元外務大臣が州内で最多得票（約54％）を得た。
2018年現在、州内のターリバーンの活動は収束しておらず、アメリカ海軍はインド洋に展開した強襲揚陸艦から戦闘機を発進させてカンダハール州内に攻撃を行うなど、依然として活発な軍事活動が行われている。

### 第四回大統領選挙後
2021年2月のPajhwok Afghan Newsの電話調査によると、ターリバーンはRaig郡を完全に支配しており、Maroof郡とGhorak郡の中心都市も支配していると言う。7月上旬、ターリバーンはカンダハール市を激しく攻撃した。7月12日、ターリバーンがカンダハール市の第5・第6・第7・第13・第15地区を攻撃したので、ミルワイス病院は死傷者で溢れていると言う。7月15日、ターリバーンはパキスタン国境のスピンボルダックを占領した。7月17日、ターリバーンとパキスタン当局はスピンボルダックの国境封鎖を解除した。8月1日、ターリバーンはカンダハール市を迫撃砲で攻撃し、爆撃機が発進するカンダハール国際空港の滑走路にも数発が命中した。8月12日、ターリバーンはカンダハールへの攻撃を再開し、市内に侵入した。バザールは営業しているが、市民は自宅に籠もっている。8月13日、ターリバーンは市内の刑務所を占領した。戦闘は第2・第4地区で行われている。

## 行政区分

カンダハール州の郡

1市17郡を擁する。
1. Kandahar
2. Arghandab
3. Daman
4. Panjwayee
5. Zhire
6. Shah Wali Kot
7. Khakrez
8. Arghistan
9. Ghorak
10. Maiwand
11. Spin Boldak
12. Nesh
13. Miyanishin
14. Shorabak
15. Maruf
16. Reg
17. Dand
18. Takhta pul

## 政治
| 歴代知事       | 歴代知事                     | 歴代知事 |
| 任期           | 名前                         | 備考 |
| -------------- | ---------------------------- | --- |
| 1989‐1992年    | ヌルルハク・オリュミ         | 共産党パルチャム派の軍人。 |
| 1992‐1994年    | グル・アーガー・シェルザイ   | 共産政権の崩壊後、軍閥mahaz-e-miliを率いて知事になった。権力基盤が弱く、カンダハールは治安が大きく乱れた。ターリバーンの勃興によって辞任。       |
| 1994‐2001年    | ムハンマド・ハサン・ラーマニ | 伝統保守主義的なムジャーヒディーン軍閥「イスラム革命運動」出身の片足のタリブ。宗教的戒律に基づいた厳格な統治を行った。                           |
| 2001‐2003年    | グル・アーガー・シェルザイ   | タリバン政権崩壊の際に、米軍特殊部隊の支援を受けてカンダハールに帰還。民兵と財力を持ち合わせた有力者になった。                                   |
| 2003‐2005年    | ユスフ・パシュトゥン         | ベイルート・アメリカン大学出身の王党派。ムジャーヒディーンの経験はなくザーヒル・シャーを王に復位させようと奔走していた。                         |
| 2005-2008年    | アサダラ・ハーリド           | タジキスタンで法学を学んだ経験を持つ。犯罪組織を支配して麻薬利権を牛耳り、数々の人権侵害に関与していたことが報告されている。後に国防大臣に就任。 |
| 2008年         | ラマトゥラー・ラウフィ       | 軍人。 |
| 2008‐2014年    | トリャライ・ウェサ           | 1990年に設立されたカンダハール大学の初代学長。カナダに13年年間住んでいた学者。                                                                   |
| 2015‐2017年    | フマーユーン・アジジ         | 元医師。2017年初頭に爆弾攻撃に遭い離職。後にオランダ王国大使に就任した。                                                                         |
| 2017‐2018年    | ザルマイ・ウェサ             | 共産党ハルク派のメンバー、ソ連時代のモスクワで軍事訓練を受けた経験を持つ。前職は国軍の少将。ターリバーンの攻撃で知事の座から降りた。             |
| 2019-2021年1月 | ハヤトゥラ・ハヤト           | ヴァルダク、ヘルマンド、ナンガルハールの州知事の経験を持つ。                                                                                     |
| 2021年1月‐8月  | ロフラ・カンザダ             | 共和国政府が任命した最後の知事。ドゥッラーニー部族連合ポパルザイ族出身。                                                                         |
| 2021年8月-     | ムハンマド・ユスフ・ワファ   | ターリバーンの知事。2020年、共和国政府はユスフの殺害を発表していた。                                                                             |

## 経済

### 農業
| 種類             | 生産量      | 順位 |
| ---------------- | ----------- | ---- |
| 小麦             | 12万トン    | 15位 |
| とうもろこし     | 3万1680トン | 1位  |
| 大麦             | 8228トン    | 19位 |
| ザクロ           | 4667トン    | 1位  |
| グレープフルーツ | 1190トン    | 7位  |
| りんご           | 843トン     | 2位  |
| 桃               | 468トン     | 1位  |
| 綿花             | 55トン      | 12位 |
| アーモンド       | 20トン      | 26位 |

カンダハール州の農業収入は家計収入の約3割（28％）だが、とうもろこし（34州中1位）やザクロ（34州中1位）、リンゴ（34州中2位）や桃（34州中1位）の生産が全国的に見ても盛んで、グレープフルーツ（34州中7位）がかなり生産されている。

## 住民

### 民族
カンダハール州はパシュトゥーン人のドゥッラーニー部族連合（バーラクザイ族、ポーパルザイ族、アリーゴザイ族、ヌールザイ族、アリーザイ族）の中心地であり、砂漠にはバローチ人がおり、その他にパシュトーン人系遊牧民のコチが居る。

### 言語
カンダハール州の主要言語はパシュトー語（98％）であり、その他に少数のダリー語話者やバローチー語話者が居る。識字率は7％である。

### 主な出身者
- ミールワイス・ホターク - パシュトゥーン系王朝のホータキー朝の創設者。
- アブドゥッラフマーン・ハーン - パシュトゥーン系のバーラクザイ朝アフガニスタン王国の王（アミール）。
- ムハンマド・オマル - パシュトゥーン人の政治家、ターリバーンの最高指導者、アフガニスタン・イスラム首長国首長。
- ハーミド・カルザイ - パシュトゥーン人の政治家、アフガニスタン・イスラム共和国の初代大統領。
- アフタル・ムハンマド・マンスール - パシュトゥーン人の政治家、ターリバーンの最高指導者。
- ハイバトゥラー・アクンザダ - パシュトゥーン人のイスラム法学者で現在のアフガニスタンにおける事実上の首長（アミール・アル＝ムウミニーン）

## 交通
パキスタンと国境を接しており、国境近くの街スピンボルダックを経てパキスタンのチャマンに入り、同国のクエッタへと至る。パキスタンのペシャーワルと同様にパシュトゥーン人の中心地である。